# Xanthoparmelia magnificans
Xanthoparmelia magnificans är en lavart som beskrevs av Elix. Xanthoparmelia magnificans ingår i släktet Xanthoparmelia och familjen Parmeliaceae.   Inga underarter finns listade i Catalogue of Life.